# Condado de Cochise
O Condado de Cochise é um dos 15 condados do estado americano do Arizona. A sede do condado é Bisbee, e sua maior cidade é Sierra Vista.
O condado possui uma área de 16 107 km² (dos quais 128 km² estão cobertos por água), uma população de 117 755 habitantes, e uma densidade populacional de 7 hab/km² (segundo o censo nacional de 2000).
O condado foi fundado em 1881.